# 李光聚
李光聚（1955年5月—），男，汉族，山东济南人，中华人民共和国政治人物，中国人民解放军少将，第十二届全国人民代表大会解放军代表。

## 生平
李光聚毕业于炮兵指挥学院政治工作专业。1977年加入中国共产党。2012年3月任河北省军区政委。2013年，担任全国人大代表。2015年1月，任中共河北省委常委，同年7月不再担任河北省军区政委，11月卸任中共河北省委常委。